# Hunza (rivier)

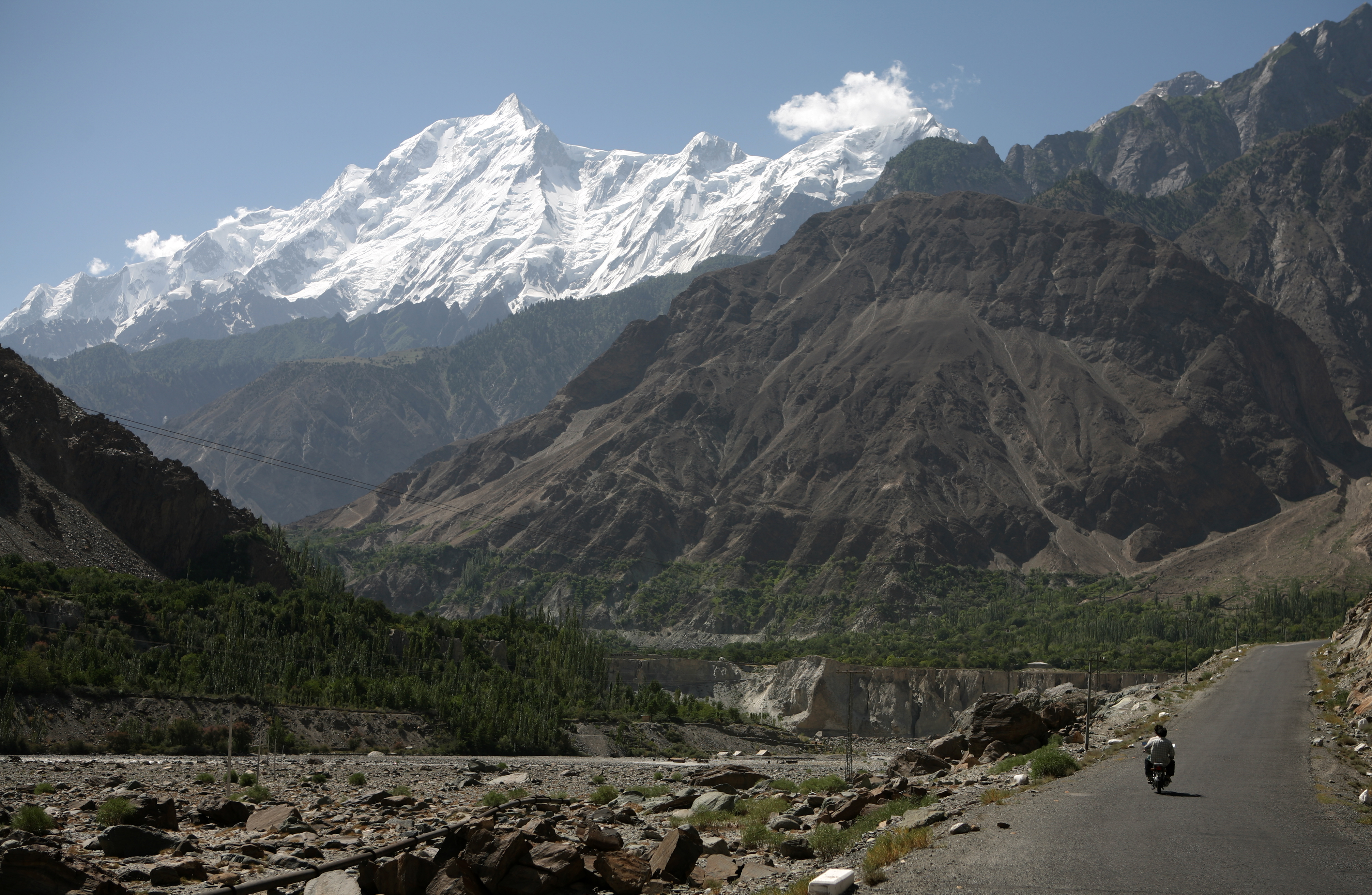
Hunzavallei bij Chalt en de westkant van de Rakaposhi (7788 m)

De Hunza (Urdu: دریائے ہنزہ, daryā-e Hunza) is een rivier in het noorden van Pakistan. Het is een zijrivier van de Gilgit, die weer een zijrivier is van de Indus. De Hunza stroomt door de gelijknamige Hunzavallei, die de oude vorstenstaten Hunza en Nagar bevat. De rivier doorsnijdt de Karakoram en stroomt over de volle lengte langs de tussen 1971 en 1980 aangelegde Karakoram Highway.
De Hunza ontstaat bij de samenvloeiing van twee rivieren: de Khunjerab, die vanaf de Khunjerabpas in het noordoosten komt, en de Ghujerab vanuit het zuidoosten. Vanaf dit punt stroomt de Hunza een kilometer of 90 lang naar het zuiden door Gojal, het hoogste deel van de Hunzavallei met boomgaarden en akkers omringd door hoge bergen met onder meer de toppen van de Rakaposhi en de Ultar.
Waar de rivier de hoogste bergketen van de Karakoram bereikt wordt het dal klovig. Rondom de plaats Passu stromen verschillende gletsjers vanaf het westen het dal in. De grootste daarvan is de 57 km lange Baturagletsjer.
Vanaf ongeveer 4 km ten zuiden van de plaats Gulmit stroomt de Hunza over een afstand van ongeveer 50 km naar het westen. De vallei is hier iets breder, met aan de rechteroever de voormalige staat Hunza en op de linkeroever Nagar. Op de rivierterrassen komt landbouw voor. Ten westen van de plaats Nagar komt de Hunza samen met zijn zijrivier de Hispar.
Vanaf de plaats Chalt is het nog ongeveer 50 km tot de samenkomst met de Gilgit, een paar km ten oosten van Gilgit.
Geregeld versperren grote aardverschuivingen het dal. In 2010 zorgde een aardverschuiving ten westen van Karimabad voor het ontstaan van een groot meer, waardoor de hele vallei overstroomd raakte en de Karakoram Highway afgesloten werd.
- Gemeinsame Normdatei: 4341128-9
- Library of Congress Control Number: n84048938
- Système universitaire de documentation: 050575902
- Virtual International Authority File: 157042111